# Pianotrio (Arnestad)
Het Pianotrio van Finn Arnestad werd voltooid in 1985. Het is geschreven in opdracht van de Noorse afdeling van het International Society of Contemporary Music, Ny Musikk, gevestigd in Tromsø. De meeste werken gecomponeerd voor die stichting gaan vrij vlot in première, maar dit werk moest tien jaar wachten op haar eerste uitvoering (1995). De componist was toen al overleden. Het werk is geschreven in de rondovorm, die Arnestad vaker gebruikte. Het pianotrio beslaat slechts één deel. 